# Justus Henning Böhmer
Justus Henning Böhmer (Hannover, 1674. január 29. – Halle an der Saale, 1749. augusztus 23.) német jogtudós.

## Élete
1710-ben a hallei egyetemen rendes jogtanár lett. 1743-ban a magdeburgi hercegség kancellárjává választották. Böhmer főleg az evangélikus egyházjogra nézve bír fontossággal. 1747-ben kiadta a Corpus Juris canonicit két kötetben függelékkel e címen: Corpus juris canonici Gregorii XIII. rec. Justus Henning Böhmer Halle-Magdeburg, 1747. Nagyobb munkái: Jus ecclesiasticum Protestantium usum modernum juris canonici juxta seriem decretalium ostendens et ipsis rerum argumentis illustrans, 1714-1737, 5 kiadást ért meg. Ennek kivonata; Institutiones juris canonici 1738, 1741, 1747, 1770; Jus parochiale 1701., a 6. kiadás 1760-ból van. Kiadta továbbá Petrus de Marca munkáját De concordia sacerdotii et imperii Lipcse és Frankfurt, 1700. jegyzetekkel. Ezenkívül még nagyszámú munkát írt és adott ki. A magánjog terén is tevékenyen munkálkodott.